# Luz Adriana Camargo
Luz Adriana Camargo   (Bogotà, 13 d'octubre de 1965) és una advocada colombiana especialista en dret penal i criminologia. Des del 22 de març de 2024 té el càrrec de Fiscal General de la Nació del poder judicial de Colòmbia.

## Trajectòria
Luz Adriana Camargo va néixer a Bogotà l'any 1965. Va estudiar batxillerat al col·legi María Mazzarello, on es va graduar el 1981. El 1982 va matricular-se a la Universitat de la Sabana per a estudiar dret, graduant-se'n el 1986. Després va cursar una especialització en dret penal i criminologia a la Universitat Lliure de Colòmbia que va finalitzar l'any 1990.
Va iniciar la seva trajectòria jurídica el 1988 a la Direcció d'Instrucció Criminal de Bogotà, i va exercir com a advocada litigant de 1989 a 1991. Entre 1996 i 2003 va treballar a la Fiscalia General de la Nació on va ser fiscal auxiliar davant del Tribunal Suprem de Justícia, i del 2003 al 2004 fiscal delegada davant del mateix tribunal. Del 2005 al 2014 hi va estar vinculada com a magistrada auxiliar i va tenir un paper clau en la investigació de l'escàndol de la parapolítica, destacant la connexió entre sectors polítics i el grup paramilitar de les Autodefenses Unides de Colòmbia.
Entre el 2014 i el 2017 va ser cap de recerca i litigi de la Comissió Internacional contra la Impunitat a Guatemala de l'Organització de les Nacions Unides, on va treballar de la mà d'Iván Velásquez Gómez que era el cap de la comissió i a qui havia conegut mentre treballava de magistrada auxiliar.
El 2018 Camargo va assessorar la Comissió Interamericana de Drets Humans (CIDH) en el seguiment d'investigacions penals a l'Equador relacionades amb el segrest de tres periodistes del diari El Comercio. Igualment va ser consultora de diverses organitzacions de defensa dels drets humans i pèrita en litigis internacionals.